# 帕安镇区
帕安镇区為緬甸克倫邦帕安縣下辖的一个鎮區。2014年人口421,575人，區域面積2,899平方公里。該鎮區轄下216個村莊。帕安為該鎮區首府。